# Teresa Jado
Teresa Josefa Jado y Urbina (Guayaquil, octubre de 1819 - Lima, 1 de mayo de 1910) fue la esposa del presidente ecuatoriano José María Urbina y Viteri, y por tanto es reconocida como  primera dama de la nación.

## Biografía
Nació en la ciudad de Guayaquil en el mes de octubre de 1819, aunque se desconoce el día exacto. Fue hija de Manuel Jado y María Josefa Urbina y Llaguno, quienes también tuvieron otros descendientes.

### Matrimonio y descendencia
El 28 de marzo de 1845, pocos días después de la muerte de su hermano Francisco, la joven Teresa conoció a su tío José María Urbina y Viteri, que era medio hermano de su madre Josefa. Ambos mostraron señales de agrado mutuo y se prometieron en un futuro enlace, mismo que se llevó a cabo en la parroquia El Sagrario de la ciudad de Guayaquil cuatro años después, el 14 de enero de 1849, cuando el novio tenía 41 años y ella 30.
La pareja conformada por Teresa y José María Urbina y Viteri procreó cinco hijos, a saber:
- María Mercedes Urbina y Jado (1850-1879), casada en 1874 con Antonio de Lapierre Cucalón, sin descendencia.
- María Ana de Jesús Rosa de las Mercedes Urbina y Jado (1856-1919), que murió soltera y sin descendencia.
- José María de las Mercedes Manuel Adriano Urbina y Jado (1857-1900), que murió soltero y sin descendencia.
- Francisco Urbina y Jado (1859-1926), con descendencia.
- Gabriel Antonio Urbina y Jado (1864-1895), con descendencia

### Vida pública y exilio
Fue una católica practicante, llegando a defender la causa de los jesuitas llegados inesperadamente a Guayaquil, cuando en 1851 fueron expulsados de la República de la Nueva Granada. En 1855, tanto ella como su marido, fueron escogidos como padrinos de bautizo de Emilio Estrada Carmona, que en 1911 también se convertiría en Presidente del Ecuador.
En marzo de 1864 el presidente Gabriel García Moreno ordenó al general Juan José Flores, por entonces gobernador de Guayas, imponer el exilio a Teresa y sus cuatro hijos pequeños, que no pudieron asistir al velorio de la abuela, que había fallecido apenas veinte horas antes y aún permanecía insepulta. La familia se trasladó a Perú, donde el general Urbina había sido enviado como Ministro de Negocios de Ecuador en 1847 y después se mantuvo exiliado, y reunida se instaló en Paita hasta 1867, año en el que se mudaron a El Callao.
El 30 de enero de 1876, después de la muerte de García Moreno, los Urbina-Jado pudieron regresar a Ecuador por el llamado a formar parte de la Asamblea Nacional Constituyente que le hicieron al General, y desde entonces su economía mejoró sustancialmente. En 1881, fue escogida por la Municipalidad de Guayaquil junto a Baltazara Calderón de Rocafuerte, Dolores R. de Grimaldo, Adela S. de Vélez, Zoila Dolores Caamaño y Bolivia Villamil de Ycaza, para galardonar en méritos de filantropía a las damas guayaquileñas que hubieren realizado obras en beneficio de los indigentes y más necesitados, acto que se llevaría a cabo como parte de las festividades de la independencia en el mes de octubre de ese año.

### Fallecimiento

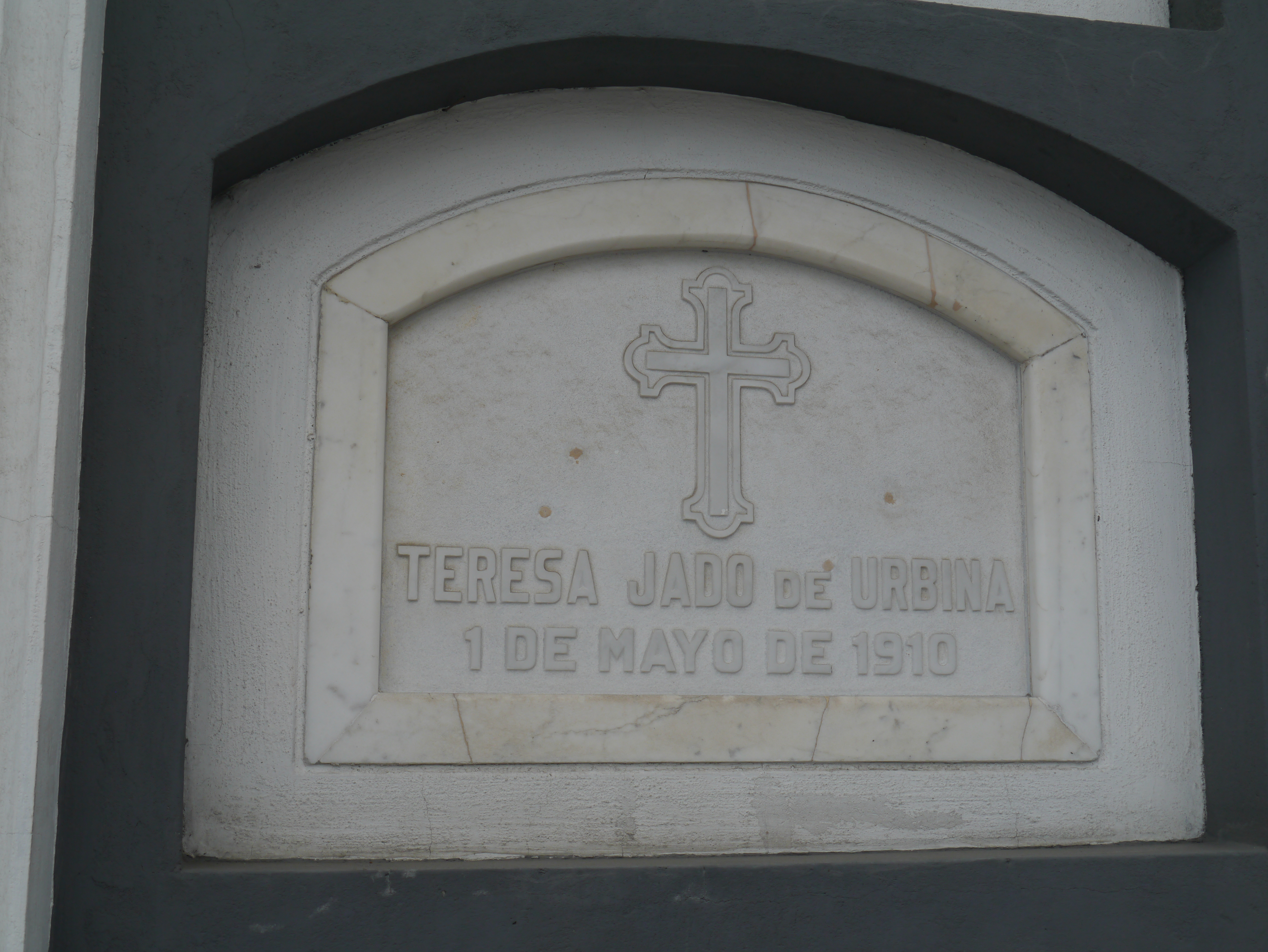
Tumba de Teresa Jado, en el Cementerio General de Guayaquil.

Teresa murió el 1 de mayo de 1910 en la ciudad de Lima (Perú), sus restos fueron trasladados a Ecuador y fue sepultada en el Cementerio General de Guayaquil, en el mismo lugar donde se encuentran los de su esposo, hijos y otros miembros de la familia inmediata, como hermanos y sobrinos.